# Schwalmis
De Schwalmis is een 2246 meter hoge berg in de Urner Alpen in Zwitserland op de grens van de Zwitserse kantons Nidwalden en Uri.
De top van de berg maakt deel uit van een lange bergkam, die van het in het westen gelegen Brisen tot de Oberbauenstock in het oosten verloopt. Zowel in de zomer als in de winter wordt de top van de berg vaak bezocht en is voor geoefende wandelaars zonder problemen te bereiken vanaf de Klewenalp en vanuit Gitschenen. De berg biedt een mooi uitzicht, in het bijzonder op het Vierwoudstrekenmeer.
- Virtual International Authority File: 240089714